# جايمي موراي (ممثلة)
جايمي موراي (بالإنجليزية: Jaime Murray)‏ هي ممثلة إنجليزية ولدت في يوم 21 يوليو 1976 في مدينة لندن عاصمة المملكة المتحدة، مثلت في مسلسلات Hustle في 2004 ومسلسل ديكستر ومثلت في سبارتاكوس: آلهة الحلبة في 2011.

## روابط خارجية
- جايمي موراي على موقع IMDb (الإنجليزية)
- جايمي موراي على موقع روتن توميتوز (الإنجليزية)
- جايمي موراي على موقع ألو سيني (الفرنسية)
- جايمي موراي على موقع تيرنر كلاسيك موفيز (الإنجليزية)
- جايمي موراي على موقع أول موفي (الإنجليزية)
- جايمي موراي على موقع قاعدة بيانات الفيلم (الإنجليزية)
- جايمي موراي على موقع كينوبويسك (الروسية)